# آتسوشی کوروکاوا
آتسوشی کوروکاوا (انگلیسی: Atsushi Kurokawa؛ زادهٔ ۴ فوریهٔ ۱۹۹۸) بازیکن فوتبال اهل ژاپن است.
وی همچنین در تیم ملی فوتبال زیر ۱۹ سال ژاپن بازی کرده‌است.